# Паспорт громадянина Ефіопії

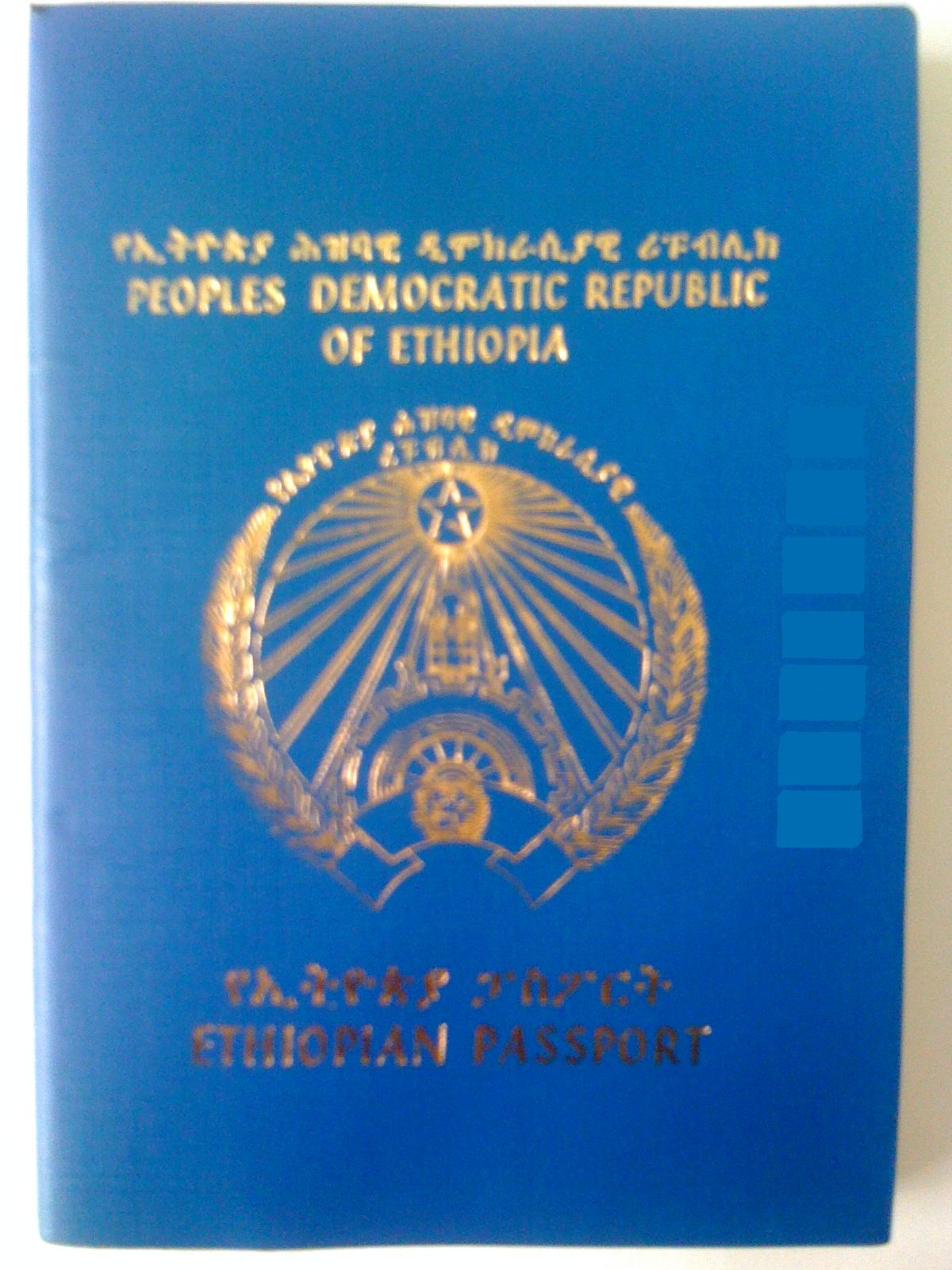
Обкладинка паспорту Народно-Демократичної Республіки Ефіопії.

Паспорт громадянина Ефіопії- це документ, що видається громадянам Ефіопії для здійснення поїздок за кордон. Він являє собою біометричний паспорт з бордовою обкладинкою і зображенням ефіопського гербу. Над гербом знаходиться напис: «Федеративна Демократична Республіка Ефіопія», а під гербом напис «паспорт». Текст виконаний англійською та амхарською мовами. Паспорт діє 5 років і містить 32 сторінки.

## Визові вимоги
Станом на 2021 рік громадяни Ефіопії можуть відвідувати без візи 44 країни і території. Таким чином, ефіопський паспорт займає 98-ме місце в рейтингу свободи подорожей.

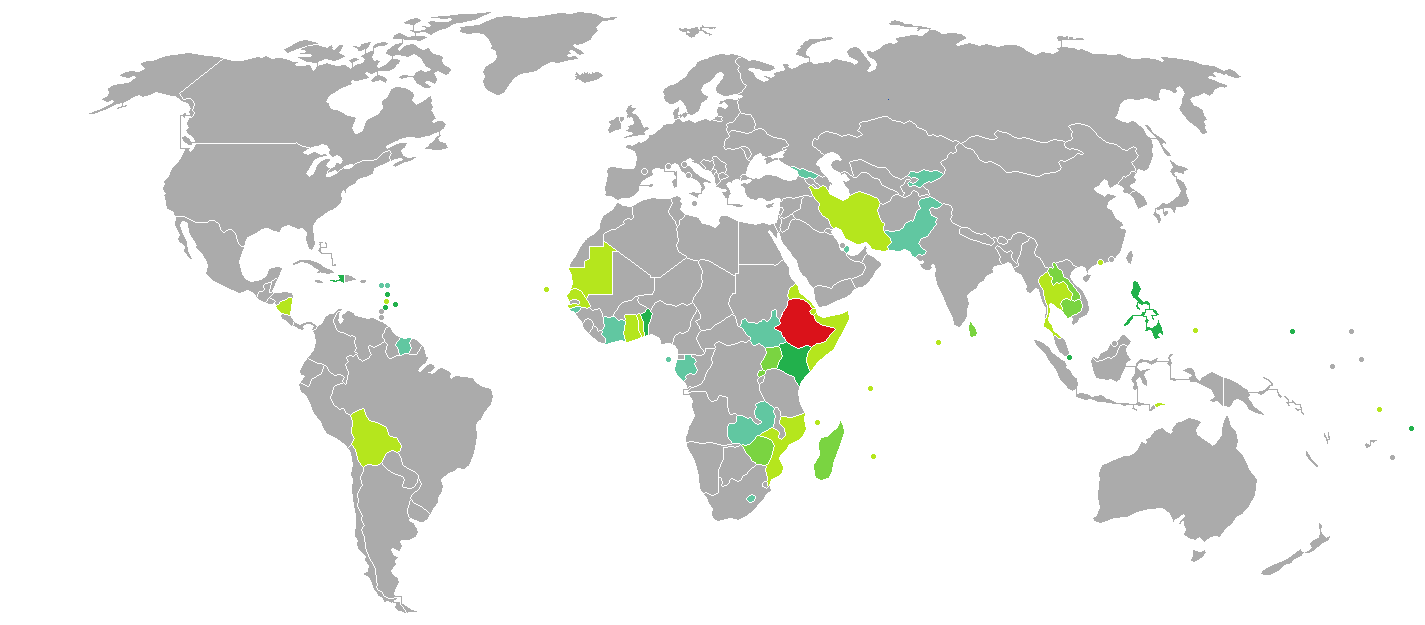
Держави і території, які не потребують попереднього оформлення візових формальностей для відвідування власникам ефіопських паспортів.
Ефіопія
віза не потрібна
електронна авторизація або eVisa
віза видається при прибутті
необхідна віза